# 板野町立板野東小学校
板野町立板野東小学校（いたのちょうりつ いたのひがししょうがっこう）は、徳島県板野郡板野町吹田字町東にある公立小学校。

## 校歌
- 作詞: 岡正夫
- 作曲: 大谷美樹

## 校訓
- 仲よく助け合おう

## 関連する学校
- 板野町立板野中学校

## 通学区域が隣接している学校
- 板野町立板野西小学校
- 板野町立板野南小学校
- 藍住町立藍住西小学校
- 鳴門市板東小学校
- 鳴門市明神小学校
- 香川県東かがわ市立引田小学校